# 黒田和彦
黒田 和彦（くろだ かずひこ、1954年<昭和29年> - ）は、日本の地方公務員。長野県商工労働部長、同企画部長、長野市副市長を歴任。瑞宝小綬章受章者。

## 人物・経歴
1978年 長野県庁入庁。財政課長として事業見直しを行い、商工労働部長時には2002年から休会していた長野県労働問題審議会を復活させた。企画部長時にリニア中央新幹線に携わった。2012年 長野県を退職し、長野市副市長。長野駅や南長野運動公園総合球技場の整備事業などを担任。2017年3月 副市長退任。

## その他役職
- 長野県立大学設立委員会 オブザーバー[5]
- 長野県信濃美術館整備検討委員会 委員[6]

## 栄典
- 2024年11月 令和6年秋の叙勲で地方行政事務功労により瑞宝小綬章を受章。長野県庁舎で伝達式に出席[1]